# F1 2019 (jeu vidéo)
 (avril 2020).
Si vous disposez d'ouvrages ou d'articles de référence ou si vous connaissez des sites web de qualité traitant du thème abordé ici, merci de compléter l'article en donnant les références utiles à sa vérifiabilité et en les liant à la section « Notes et références ».
F1 2019 est un jeu vidéo de course développé et édité par Codemasters, sorti le 28 juin 2019, à l'occasion du Grand Prix d'Autriche, sur PlayStation 4, Xbox One et Windows. F1 2019 succède à F1 2018 et propose tout le contenu officiel de la saison de Formule 1 et de Formule 2 en cours ainsi qu'une gamme de monoplaces de F1 classiques.
Le jeu, présenté à l'E3 2019, comporte des nouveautés comme la catégorie Formule 2 de 2019 (édition 2018 pour le mode carrière) avec le mode carrière scénarisé, une qualité vidéo améliorée, l'amélioration du mode multijoueur, l'intégration de l'E-sport et un système de transfert pour tous les pilotes.

## Données du jeu

### Formule 1
| Écuries                          | Pilote             | no |
| -------------------------------- | ------------------ | -- |
| Mercedes-AMG Petronas Motorsport | Lewis Hamilton     | 44 |
| Mercedes-AMG Petronas Motorsport | Valtteri Bottas    | 77 |
| Scuderia Ferrari                 | Sebastian Vettel   | 5  |
| Scuderia Ferrari                 | Charles Leclerc    | 16 |
| Aston Martin Red Bull Racing     | Max Verstappen     | 33 |
| Aston Martin Red Bull Racing     | Alexander Albon    | 23 |
| McLaren F1 Team                  | Carlos Sainz Jr.   | 55 |
| McLaren F1 Team                  | Lando Norris       | 4  |
| Renault F1 Team                  | Daniel Ricciardo   | 3  |
| Renault F1 Team                  | Nico Hülkenberg    | 27 |
| SpScore Racing Point F1 Team     | Sergio Pérez       | 11 |
| SpScore Racing Point F1 Team     | Lance Stroll       | 18 |
| Red Bull Toro Rosso Honda        | Daniil Kvyat       | 26 |
| Red Bull Toro Rosso Honda        | Pierre Gasly       | 10 |
| Alfa Romeo Racing                | Kimi Räikkönen     | 7  |
| Alfa Romeo Racing                | Antonio Giovinazzi | 99 |
| Rich Energy Haas F1 Team         | Romain Grosjean    | 8  |
| Rich Energy Haas F1 Team         | Kevin Magnussen    | 20 |
| ROKiT Williams Racing            | George Russell     | 63 |
| ROKiT Williams Racing            | Robert Kubica      | 83 |

### Formule 2
| Équipe                | Pilote              | N° |
| --------------------- | ------------------- | -- |
| Russian Time          | Artem Markelov      | 1  |
| Russian Time          | Tadasuke Makino     | 2  |
| Prema                 | Sean Gelael         | 3  |
| Prema                 | Nyck de Vries       | 4  |
| DAMS                  | Alexander Albon     | 5  |
| DAMS                  | Nicholas Latifi     | 6  |
| ART Grand Prix        | Jack Aitken         | 7  |
| ART Grand Prix        | George Russell      | 8  |
| MP Motorsport         | Roberto Merhi       | 9  |
| MP Motorsport         | Ralph Boschung      | 10 |
| BWT Arden             | Maximilian Günther  | 11 |
| BWT Arden             | Nirei Fukuzumi      | 12 |
| Campos Racing         | Luca Ghiotto        | 14 |
| Campos Racing         | Roy Nissany         | 15 |
| Trident               | Santino Ferrucci    | 16 |
| Trident               | Arjun Maini         | 17 |
| Carlin                | Lando Norris        | 18 |
| Carlin                | Sérgio Sette Câmara | 19 |
| Charouz Racing System | Louis Delétraz      | 20 |
| Charouz Racing System | Antonio Fuoco       | 21 |